# Thurisaz (rune)
Thurisaz is de derde rune van het oude Futhark. De klank is 'th'. Thurisaz is de derde rune van de eerste Aett in de vorm van een doorn en symboliseert als zodanig bescherming. De betekenis van deze rune is doorn, maar ook deur of poort.
De naam zou ook kunnen komen uit het Oudnoords. Daar sprak men van "Þurs", wat "reus" betekent.
De vorm en klank van deze rune wordt in het IJslandse alfabet nog steeds gebruikt als Þ (thorn).

## Karaktercodering
| Unicode Codepoint | U+16a6                            |
| Unicode-Name      | RUNIC LETTER THURISAZ THURS THORN |
| HTML              | &#5798;                           |